# Mỹ Quý (Long Xuyên)
Mỹ Quý is een phường in de stad Long Xuyên, in de Vietnamese provincie An Giang. Mỹ Quý ligt aan de westelijke oever van de Hậu.